# NGC 6382
NGC 6382 ist eine 14,6 mag helle Galaxie vom Hubble-Typ S? im Sternbild Drache am Nordsternhimmel. Sie ist schätzungsweise 405 Millionen Lichtjahre von der Milchstraße entfernt und hat einen Durchmesser von etwa 110.000 Lj.
Das Objekt wurde am 2. Juni 1883 von Edward D. Swift entdeckt.